# Шавиньон
Шавиньо́н (фр. Chavignon) — коммуна во Франции, находится в регионе Пикардия. Департамент коммуны — Эна. Входит в состав кантона Фер-ан-Тарденуа. Округ коммуны — Суасон.
Код INSEE коммуны — 02174.

## Население
Население коммуны на 2010 год составляло 762 человека.
| 1962 | 1968 | 1975 | 1982 | 1990 | 1999 | 2010 |
| ---- | ---- | ---- | ---- | ---- | ---- | ---- |
| 621  | 584  | 572  | 629  | 769  | 793  | 762  |

## Экономика
В 2010 году среди 505 человек трудоспособного возраста (15—64 лет) 378 были экономически активными, 127 — неактивными (показатель активности — 74,9 %, в 1999 году было 63,2 %). Из 378 активных жителей работали 333 человека (182 мужчины и 151 женщина), безработных было 45 (25 мужчин и 20 женщин). Среди 127 неактивных 34 человека были учениками или студентами, 40 — пенсионерами, 53 были неактивными по другим причинам.